# Tour international d'Annaba
Le Tour international d'Annaba est une course cycliste algérienne créée en 2015. Elle fait partie du calendrier de l'UCI Africa Tour, en catégorie 2.2.

## Palmarès
| Année | Vainqueur            | Deuxième                | Troisième             |
| ----- | -------------------- | ----------------------- | --------------------- |
| 2015  | Abdelbasset Hannachi | Abderrahmane Bechlaghem | Azzedine Lagab        |
| 2016  | Luca Wackermann      | Adil Barbari            | Abderrahmane Mansouri |